# Le jour se lève encore
Pour les articles homonymes, voir Le jour se lève.
Pistes de Châtelet 93 (version live)
 Barbara (version studio)

Le Couloir (1996) Attendez que ma joie revienne (1994)
Vivant poème (1996)
Le Jour se lève encore est une chanson de l'auteur-compositeur-interprète Barbara.
La chanteuse crée Le jour se lève sur la scène du Théâtre du Châtelet en 1993, avec laquelle elle commence son tour de chant. L'année suivante, la chanson est diffusée sur le double album enregistré en public Châtelet 93.
Trois ans plus tard, en 1996, Barbara enregistre une version studio du titre, sur son treizième et dernier album studio, sobrement nommé Barbara.

## Reprise par Jean-Louis Aubert
Pistes de Stockholm
Océan La p'tite semaine
En 1995, lors de la réalisation de son album Barbara, la chanteuse a invité le musicien Jean-Louis Aubert à travailler avec elle sur plusieurs chansons en tant que parolier, compositeur et musicien et lui a demandé de reprendre Le jour se lève encore en lui envoyant les paroles par fax chez lui. Dans une interview pour le Parisien, Jean-Louis raconte : « Quand j'ai croisé pour la première fois les paroles du « jour se lève encore », chez Barbara, elle m'a dit :"il y a quelque chose pour toi dans cette chanson". Un soir, j'ai pris ma guitare, j'ai fait une musique sur ce texte et je suis retourné la voir. [...] »
Le musicien est attiré par les paroles qui l'inspirent : « C'était magnifique : des mots que je connaissais, MES mots mais associés par quelqu'un d'autre de manière à me redonner du courage. ». Il compose une nouvelle musique qu'il s'approprie, ignorant que la chanteuse l'avait déjà mise en musique auparavant : « [Barbara] m'a envoyé ce texte en me disant : "tu pourrais chanter ce truc là ?" Moi je pensais qu'il n'y avait pas de musique [...] On a considéré quand même qu'elle avait participé à la musique tellement le texte était écrit musicalement. Je n'ai pas changé une virgule ni une répétition. Et ce qui est incroyable, c'est que les mots sont tout à fait ceux que j'utilise, mais par contre je pense que le courant de fond est tellement positif, et même inexorablement positif, que je ne sais pas si j'aurais pu écrire cela. Je ne peux pas être aussi positif qu'elle. »
Le musicien dévoile sa version à Barbara lorsqu'il a fini de travailler les maquettes de ses autres chansons et découvre sa méprise : « Un jour, je l'appelle pour lui dire que j'ai trouvé une musique superbe pour aller avec. Elle me répond alors : "Comment ça, une musique superbe, tu n'as pas reçu ma partition?...". Et là je me suis aperçu que j'avais complètement mis de côté sa musique. J'ai alors profité que je venais de finir un morceau appelé Couloir sur lequel je travaillais pour elle, pour lui rendre visite. Finalement, elle était heureuse parce que cela signifiait que d'autres oreilles allaient entendre la chanson. » . Cela n'empêche pas Barbara d'apprécier la version d'Aubert. Cependant, les deux artistes rencontre un problème avec la SACEM : « C'est un cas de Sacem. [...] Il nous a fallu ensuite deux bons mois pour que la Sacem accepte d'avoir ce titre déposé sous deux musiques différentes, c'est un cas unique : on les a vraiment eus à l'usure ! »
Enregistré à Londres avec Richard Kolinka à la batterie, le titre est présent sur son album Stockholm. La chanson est enregistrée dans le studio de Jean-Louis, La Loupe, avec ses fidèles collaborateurs Richard Kolinka à la batterie et Oli Le Baron à la guitare. Jean-Louis raconte sa collaboration avec son guitariste qu'il apprécie : « Il est d’une générosité musicale qui fait que quand il joue il sert vraiment ma voix. [...] Pour Le jour se lève encore, il arrive dans le studio, on discute cinq minutes, je lui parle de ce morceau sur un texte de Barbara sur le quel je travaille, il me demande si je n’ai pas une guitare qui traîne, on la branche, il joue et c’est exactement la version que l’on entend sur l’album. Il n’y a pas plus belle manière de se dire bonjour et notre rencontre précédente, c’était pour Temps à nouveau et ça s’est passé de la même manière. Là, il est resté deux jours, on a fait deux morceaux et il est reparti. » C'est devenu un classique de son répertoire sur scène.